# Pichou (écrivain)
Pichou est un auteur dramatique français né à Dijon vers 1596 / 1597 et mort assassiné à Paris en 1631.

## Biographie
D’origine noble, Pichou fait ses études à Dijon, mais refuse de s’engager dans la carrière des armes, comme le voulait son père, et choisit le théâtre. 
Il fait partie, avec Auvray, Rayssiguier et André Mareschal, du cercle de Pierre Du Ryer ; il est le protégé d’Henri de Condé, puis de Gaston d’Orléans.
Ami de Théophile de Viau, il écrit des pastorales et des tragi-comédies, qui sont jouées à l’Hôtel de Bourgogne.
Considéré comme un écrivain talentueux et plein de promesses, il meurt assassiné à l’âge de 35 ans.

## Œuvres
- Les folies de Cardenio, tragi-comédie d’après un épisode de Don Quichotte[1] : écrite en 1628, publiée en 1630 à Paris par François Targa (En ligne sur Gallica) ; réédition en 1634 (En ligne sur Gallica).
- L’infidèle confidente, tragi-comédie inspirée d’une nouvelle de l’écrivain espagnol Gonzalo de Céspedes y Meneses : écrite en 1629, publiée en 1631 par François Targa (En ligne sur Gallica)[2].
- La Filis de Scire, pastorale inspirée de  Filli in Sciro du dramaturge italien Guidobaldo Bonarelli, écrit en 1630 et publié en 1631 par François Targa (ligne sur Gallica) ; Richelieu la qualifie de « pastorelle la plus juste et la mieux travaillée qu’on eust encore veue »[3] ;
- Les aventures de Rosileon, tragi-comédie tirée d’un épisode de L’Astrée, mais dont le texte semble introuvable.